# Velika nagrada Monaka 2017.
Velika nagrada Monaka (službeno:Formula 1 Grand Prix de Monaco 2017) utrka je bolida Formule 1. Održana je 28. svibnja 2017. godine u Monaku. Bila je to šesta utrka sezone 2017.

## Sudionici utrke
| #  | Vozač             | Momčad                           | Šasija            | Motor                             | Guma |
| -- | ----------------- | -------------------------------- | ----------------- | --------------------------------- | ---- |
| 2  | Stoffel Vandoorne | McLaren-Honda Formula 1 Team     | McLaren MCL32     | Honda RA617H V6 t h 1.6           | P    |
| 3  | Daniel Ricciardo  | Red Bull Racing                  | Red Bull RB13     | TAG Heuer V6 t h 1.6              | P    |
| 5  | Sebastian Vettel  | Scuderia Ferrari                 | Ferrari SF70H     | Ferrari 062 V6 t h 1.6            | P    |
| 7  | Kimi Räikkönen    | Scuderia Ferrari                 | Ferrari SF70H     | Ferrari 062 V6 t h 1.6            | P    |
| 8  | Romain Grosjean   | Haas F1 Team                     | Haas VF-17        | Ferrari 062 V6 t h 1.6            | P    |
| 9  | Marcus Ericsson   | Sauber F1 Team                   | Sauber C36        | Ferrari 059/5 V6 t h 1.6          | P    |
| 11 | Sergio Pérez      | Sahara Force India F1 Team       | Force India VJM10 | Mercedes M00 EQ Power+ V6 t h 1.6 | P    |
| 18 | Lance Stroll      | Williams Martini Racing          | Williams FW40     | Mercedes M08 EQ Power+ V6 t h 1.6 | P    |
| 19 | Felipe Massa      | Williams Martini Racing          | Williams FW40     | Mercedes M08 EQ Power+ V6 t h 1.6 | P    |
| 20 | Kevin Magnussen   | Haas F1 Team                     | Haas VF-17        | Ferrari 062 V6 t h 1.6            | P    |
| 22 | Jenson Button     | McLaren-Honda Formula 1 Team     | McLaren MCL32     | Honda RA617H V6 t h 1.6           | P    |
| 26 | Daniil Kvjat      | Scuderia Toro Rosso              | Toro Rosso STR12  | Renault R.E.17 V6 t h 1.6         | P    |
| 27 | Nico Hülkenberg   | Renault Sport Formula One Team   | Renault R.S.17    | Renault R.E.17 V6 t h 1.6         | P    |
| 30 | Jolyon Palmer     | Renault Sport Formula One Team   | Renault R.S.17    | Renault R.E.17 V6 t h 1.6         | P    |
| 31 | Esteban Ocon      | Sahara Force India F1 Team       | Force India VJM10 | Mercedes M08 EQ Power+ V6 t h 1.6 | P    |
| 33 | Max Verstappen    | Red Bull Racing                  | Red Bull RB13     | TAG Heuer V6 t h 1.6              | P    |
| 44 | Lewis Hamilton    | Mercedes AMG Petronas Motorsport | Mercedes F1 W08   | Mercedes M08 EQ Power+ V6 t h 1.6 | P    |
| 55 | Carlos Sainz      | Scuderia Toro Rosso              | Toro Rosso STR12  | Renault R.E.17 V6 t h 1.6         | P    |
| 77 | Valtteri Bottas   | Mercedes AMG Petronas Motorsport | Mercedes F1 W08   | Mercedes M08 EQ Power+ V6 t h 1.6 | P    |
| 94 | Pascal Wehrlein   | Sauber F1 Team                   | Sauber C36        | Ferrari 059/5 V6 t h 1.6          | P    |

Tjedan dana prije utrke, momčad Haas je objavila nove boje svog VF-17 bolida. Svjetski prvak iz 2009., Britanac Jenson Button, nakratko se iz mirovine vratio u Formulu 1, zamijenivši Španjolca Fernanda Alonsa u McLarenu koji je propustio utrku zbog nastupa na utrci 500 milja Indianapolisa.
Na prvom slobodnom treningu u četvrtak, najbrže vrijeme postavio je Lewis Hamilton u Mercedesu, dok je isti dan na drugom, i u subotu na trećem slobodnom treningu, najbrži bio Nijemac Sebastian Vettel u Ferrariju.
Prvu mjesto na startu u kvalifikacijama osvojio je Kimi Räikkönen. Fincu je to bio prvi pole position od VN Francuske 2008. Društvo u prvom redu pravio mu je Vettel, dok je drugi startni red pripao Fincu Valtteriju Bottasu i Nizozemcu Maxu Verstappenu u Red Bullu. Iznenađenje kvalifikacija bio je Hamilton koji je osvojio 14. startnu poziciju nakon problema s bolidom.
Vettel je pobijedio prvi put za Ferrari u Monaku, te crvenima donio pobjedu nakon 16 godina čekanja. Slavlje je upotpunio Räikkönen drugim mjestom, dok je treći bio Daniel Ricciardo.Start utrke protekao je mirno, a prekretnica utrke dogodila se u 40. krugu. Nakon Räikkönenovog ulaska u boks, Vettel je nanizao nekoliko najbržih krugova te uspio izaći ispred Finca i uzeti vodstvo u utrci.

### Rezultati kvalifikacija
| Poz. | Br. | Vozač             | Konstruktor          | Kvalifikacijska vremena | Kvalifikacijska vremena | Kvalifikacijska vremena | Grid |
| Poz. | Br. | Vozač             | Konstruktor          | Q1                      | Q2                      | Q3                      | Grid |
| ---- | --- | ----------------- | -------------------- | ----------------------- | ----------------------- | ----------------------- | ---- |
| 1.   | 7   | Kimi Räikkönen    | Ferrari              | 1:13.117                | 1:12.231                | 1:12.178                | 1.   |
| 2.   | 5   | Sebastian Vettel  | Ferrari              | 1:13.090                | 1:12.449                | 1:12.221                | 2.   |
| 3.   | 77  | Valtteri Bottas   | Mercedes             | 1:13.325                | 1:12.901                | 1:12.233                | 3.   |
| 4.   | 33  | Max Verstappen    | Red Bull-TAG Heuer   | 1:13.078                | 1:12.697                | 1:12.496                | 4.   |
| 5.   | 3   | Daniel Ricciardo  | Red Bull-TAG Heuer   | 1:13.219                | 1:13.011                | 1:12.998                | 5.   |
| 6.   | 55  | Carlos Sainz Jr.  | Toro Rosso           | 1:13.526                | 1:13.397                | 1:13.162                | 6.   |
| 7.   | 11  | Sergio Pérez      | Force India-Mercedes | 1:13.530                | 1:13.430                | 1:13.329                | 7.   |
| 8.   | 8   | Romain Grosjean   | Haas-Ferrari         | 1:13.786                | 1:13.203                | 1:13.349                | 8.   |
| 9.   | 22  | Jenson Button     | McLaren-Honda        | 1:13.723                | 1:13.453                | 1:13.613                | 20.1 |
| 10.  | 2   | Stoffel Vandoorne | McLaren-Honda        | 1:13.476                | 1:13.249                | —                       | 12.2 |
| 11.  | 26  | Daniil Kvyat      | Toro Rosso           | 1:13.899                | 1:13.516                |                         | 9.   |
| 12.  | 27  | Nico Hülkenberg   | Renault              | 1:13.787                | 1:13.628                |                         | 10.  |
| 13.  | 20  | Kevin Magnussen   | Haas-Ferrari         | 1:13.531                | 1:13.959                |                         | 11.  |
| 14.  | 44  | Lewis Hamilton    | Mercedes             | 1:13.640                | 1:14.106                |                         | 13.  |
| 15.  | 19  | Felipe Massa      | Williams-Mercedes    | 1:13.796                | 1:20.529                |                         | 14.  |
| 16.  | 31  | Esteban Ocon      | Force India-Mercedes | 1:14.101                |                         |                         | 15.  |
| 17.  | 30  | Jolyon Palmer     | Renault              | 1:14.696                |                         |                         | 16.  |
| 18.  | 18  | Lance Stroll      | Williams-Mercedes    | 1:14.893                |                         |                         | 17.  |
| 19.  | 94  | Pascal Wehrlein   | Sauber-Ferrari       | 1:15.159                |                         |                         | 18.  |
| 20.  | 9   | Marcus Ericsson   | Sauber-Ferrari       | 1:15.276                |                         |                         | 19.  |

- ^1  Jenson Button je kažnjen s 15 mjesta na gridu za VN Monaka nakon što je Honda morala promijeniti komponente njegove pogonske jedinice.[8]

- ^2  Stoffel Vandoorne je dobio kaznu od tri mjesta na gridu zbog sudara s Felipeom Massom na VN Španjolske.[9]

### Rezultati utrke
| Poz. | Br. | Vozač             | Konstruktor          | Krugovi | Vrijeme / Razlog odustajanja | Grid | Bodovi |
| ---- | --- | ----------------- | -------------------- | ------- | ---------------------------- | ---- | ------ |
| 1.   | 5   | Sebastian Vettel  | Ferrari              | 78      | 1:44:44.340                  | 2.   | 25     |
| 2.   | 7   | Kimi Räikkönen    | Ferrari              | 78      | + 3.145                      | 1.   | 18     |
| 3.   | 3   | Daniel Ricciardo  | Red Bull-TAG Heuer   | 78      | + 3.745                      | 5.   | 15     |
| 4.   | 77  | Valtteri Bottas   | Mercedes             | 78      | + 5.517                      | 3.   | 12     |
| 5.   | 33  | Max Verstappen    | Red Bull-TAG Heuer   | 78      | + 6.199                      | 4.   | 10     |
| 6.   | 55  | Carlos Sainz Jr.  | Toro Rosso           | 78      | + 12.038                     | 6.   | 8      |
| 7.   | 44  | Lewis Hamilton    | Mercedes             | 78      | + 15.801                     | 13.  | 6      |
| 8.   | 8   | Romain Grosjean   | Haas-Ferrari         | 78      | + 18.150                     | 8.   | 4      |
| 9.   | 19  | Felipe Massa      | Williams-Mercedes    | 78      | + 19.445                     | 14.  | 2      |
| 10.  | 20  | Kevin Magnussen   | Haas-Ferrari         | 78      | + 21.443                     | 11.  | 1      |
| 11.  | 30  | Jolyon Palmer     | Renault              | 78      | + 22.737                     | 16.  |        |
| 12.  | 31  | Esteban Ocon      | Force India-Mercedes | 78      | + 23.725                     | 15.  |        |
| 13.  | 11  | Sergio Pérez      | Force India-Mercedes | 78      | + 39.089                     | 7.   |        |
| –    | 26  | Daniil Kvyat      | Toro Rosso           | 71      | Sudar                        | 9.   |        |
| –    | 18  | Lance Stroll      | Williams-Mercedes    | 71      | Kočnice                      | 17.  |        |
| –    | 2   | Stoffel Vandoorne | McLaren-Honda        | 66      | Sudar                        | 12.  |        |
| –    | 9   | Marcus Ericsson   | Sauber-Ferrari       | 63      | Sudar                        | 19.  |        |
| –    | 22  | Jenson Button     | McLaren-Honda        | 57      | Sudar                        | -1   |        |
| –    | 94  | Pascal Wehrlein   | Sauber-Ferrari       | 57      | Sudar                        | 18.  |        |
| –    | 27  | Nico Hülkenberg   | Renault              | 15      | Mjenjač                      | 10.  |        |

- ^  Jenson Button je startao iz boksa.

| Najbrži krug utrke | Sergio Pérez 1:14.820                          |
| Vodstvo u utrci    | Kimi Räikkönen (1-33) Sebastian Vettel (34-78) |

### Ukupni poredak nakon 6 od 20 utrka
|   | Mjesto | Vozač            | Bodovi |
| - | ------ | ---------------- | ------ |
|   | 1.     | Sebastian Vettel | 129    |
|   | 2.     | Lewis Hamilton   | 104    |
|   | 3.     | Valtteri Bottas  | 75     |
|   | 4.     | Kimi Räikkönen   | 67     |
|   | 5.     | Daniel Ricciardo | 52     |
|   | 6.     | Max Verstappen   | 45     |
|   | 7.     | Sergio Pérez     | 34     |
| 2 | 8.     | Carlos Sainz Jr. | 25     |
|   | 9.     | Felipe Massa     | 20     |
| 2 | 10.    | Esteban Ocon     | 19     |
|   | 11.    | Nico Hülkenberg  | 14     |
|   | 12.    | Romain Grosjean  | 9      |
| 1 | 13.    | Kevin Magnussen  | 5      |
| 1 | 14.    | Pascal Wehrlein  | 4      |
|   | 15.    | Daniil Kvyat     | 4      |

|   | Mjesto | Konstruktor          | Bodovi |
| - | ------ | -------------------- | ------ |
| 1 | 1.     | Ferrari              | 196    |
| 1 | 2.     | Mercedes             | 179    |
|   | 3.     | Red Bull-TAG Heuer   | 97     |
|   | 4.     | Force India-Mercedes | 53     |
|   | 5.     | Toro Rosso           | 29     |
|   | 6.     | Williams-Mercedes    | 20     |
|   | 7.     | Renault              | 14     |
|   | 8.     | Haas-Ferrari         | 14     |
|   | 9.     | Sauber-Ferrari       | 4      |

 Velika nagrada Španjolske 2017. - Prošla utrka ← Formula 1 – sezona 2017. → Sljedeća utrka -  Velika nagrada Kanade 2017.